# Tyrese Rice
Tyrese Jammal Rice (Richmond, 15 maggio 1987) è un ex cestista statunitense naturalizzato montenegrino.

## Statistiche

### College
| Anno      | Squadra          | PG  | PT | MP   | TC%  | 3P%  | TL%  | RP  | AP  | PRP | SP  | PP   |
| --------- | ---------------- | --- | -- | ---- | ---- | ---- | ---- | --- | --- | --- | --- | ---- |
| 2005-2006 | Boston C. Eagles | 36  | 0  | 20,8 | 43,2 | 39,1 | 77,3 | 1,4 | 2,5 | 0,7 | 0,1 | 9,3  |
| 2006-2007 | Boston C. Eagles | 33  | 33 | 36,6 | 45,8 | 32,2 | 79,5 | 3,4 | 5,4 | 1,2 | 0,3 | 17,6 |
| 2007-2008 | Boston C. Eagles | 30  | 30 | 38,1 | 43,3 | 35,8 | 84,6 | 3,3 | 5,0 | 1,6 | 0,2 | 21,0 |
| 2008-2009 | Boston C. Eagles | 33  | 33 | 33,4 | 41,3 | 34,7 | 85,6 | 3,8 | 5,3 | 1,4 | 0,2 | 16,9 |
| Carriera  | Carriera         | 132 | 96 | 31,8 | 43,4 | 35,3 | 82,5 | 2,9 | 4,5 | 1,2 | 0,2 | 15,9 |

### Eurolega
| Anno       | Squadra          | PG  | PT | MP   | TC%  | 3P%  | TL%  | RP  | AP  | PRP | SP  | PP   |
| ---------- | ---------------- | --- | -- | ---- | ---- | ---- | ---- | --- | --- | --- | --- | ---- |
| 2013-2014† | Maccabi Tel Aviv | 30  | 5  | 20,6 | 40,9 | 38,2 | 85,0 | 2,1 | 3,2 | 0,6 | 0,1 | 9,5  |
| 2015-2016  | Chimki           | 24  | 23 | 29,2 | 38,2 | 30,8 | 81,4 | 2,1 | 6,1 | 1,2 | 0,1 | 12,4 |
| 2016-2017  | Barcellona       | 30  | 30 | 29,6 | 37,6 | 32,0 | 82,2 | 1,6 | 4,9 | 1,1 | 0,1 | 13,0 |
| 2019-2020  | Panathīnaïkos    | 28  | 0  | 17,4 | 40,8 | 38,0 | 93,3 | 1,1 | 2,8 | 0,4 | 0,0 | 10,0 |
| Carriera   | Carriera         | 112 | 58 | 24,1 | 39,1 | 34,0 | 85,6 | 1,7 | 4,2 | 0,8 | 0,1 | 11,2 |

## Palmarès

### Squadra
- Campionato israeliano: 1

Maccabi Tel Aviv: 2013-14
- Campionato greco: 1

Panathīnaïkos: 2019-20
- Coppa di Israele: 1

Maccabi Tel Aviv: 2013-14
- Liga catalana: 1

Barcellona: 2016
- Coppa di Germania: 1

Brose Bamberg: 2018-19
- Coppa di Lega israeliana: 1

Maccabi Tel Aviv: 2013
- Eurolega: 1

Maccabi Tel Aviv: 2013-14
- Eurocup: 1

Chimki: 2014-15

### Individuale
- Eurocup Finals MVP: 1

Chimki: 2014-15
- Eurocup MVP: 1

Chimki: 2014-15
- All-Eurocup First Team: 1

Chimki: 2014-15
- Euroleague Final Four MVP: 1

Maccabi Tel Aviv: 2013-14
- Basketball Champions League MVP: 1

Bamberg: 2018-19
- Basketball Champions League Star Lineup: 1

Bamberg: 2018-19